# Kresyda (księżyc)
Kresyda (Uran IX) – księżyc Urana. Został odkryty 9 stycznia 1986 roku na zdjęciach przesłanych przez sondę Voyager 2. Nie wiadomo o nim praktycznie nic, oprócz parametrów orbity i rozmiaru.
Nazwa pochodzi od imienia córki Kalchasa, tragicznej bohaterki sztuki Troilus i Kresyda Williama Shakespeare'a, pojawiającej się także w opowieściach Geoffreya Chaucera i innych.